# Rens Raemakers
Rens Raemakers (Neer, 27 maart 1991) is een Nederlands voormalig  politicus namens D66.

## Biografie
Raemakers studeerde bestuurskunde aan Tilburg University. Op zijn achttiende werd bij hem uitgezaaide zaadbalkanker geconstateerd. Na ruim een jaar kon hij zijn studie weer oppakken en haalde zijn bachelor. Hij deed vervolgens een master Nederlands recht aan de Universiteit Maastricht. Raemakers was tussen 2014 en 2017 gemeenteraadslid in de gemeente Leudal. Daarnaast werkte hij als juridisch medewerker via een detacheerder. 
Op 23 maart 2017 werd Raemakers geïnstalleerd als jongste lid van de Tweede Kamer bij aanvang van de zittingsperiode.  Op 14 januari 2020 ging Raemakers vanwege burn-out klachten met ziekteverlof. Hij werd tijdelijk vervangen door Marijke van Beukering. Raemakers keerde op 12 mei 2020 weer terug als lid van de Tweede Kamer. Op 15 oktober 2021 ging hij wederom met ziekteverlof. Dit keer werd hij vervangen door Fonda Sahla. Raemakers maakte ook deel uit van de parlementaire enquête aardgaswinning Groningen. Die plek is overgenomen door Hülya Kat. Op 5 december 2023 nam hij afscheid van de Tweede Kamer. In april 2024 begon hij aan zijn nieuwe baan als docent Maatschappijleer op het ROER College Schöndeln
- International Standard Name Identifier: 0000 0004 7553 4509
- Nederlandse Thesaurus van Auteursnamen: 422054267
- Parlement.com: vk91fniuiorb
- Virtual International Authority File: 6155646130218210587
- WorldCat: E39PBJyGXhMFmtVrxhhjWwDyVC